# Ferdinand (voornaam)
Ferdinand is een jongensnaam, die is afgeleid van het Visigotische woord Fridunanth; frith ("bescherming", "zekerheid") en nanth ("moedigheid", "driestigheid"); "moedige beschermer". Varianten zijn (het Italiaanse, Portugese en Spaanse) Fernando, (Franse) Ferrand en (Spaanse) Hernando. 
Gebruikte verkorte vormen zijn Ferdi, Ferry of Fer. De naamdag valt op 30 mei (dag van de heilige Ferdinand III van Castilië).

## Bekende dragers van de naam

### Heersers
Aragón
- Ferdinand I "de Rechtvaardige" (1379-1416), koning sinds 1412 over Aragón en Sicilië
- Ferdinand II (1452-1516), koning van Aragón, Kastillië, Napels en Sicilië

Castilië
- Ferdinand I (ca. 1016-1065), 'de Grote', koning van Castilië
- Ferdinand II = Ferdinand II van León
- Ferdinand III (1199-1252), 'de Heilige', koning van Castilië en León
- Ferdinand IV (1285-1312), koning van Castilië en León
- Ferdinand V = Ferdinand II van Aragon

Heilige Roomse Rijk
- Ferdinand I (1503-1564), keizer van het Heilige Roomse Rijk (1556–1564)
- Ferdinand II (1578-1637), keizer van het Heilige Roomse Rijk (1620–1637)
- Ferdinand III (1608-1657), keizer van het Heilige Roomse Rijk (1637–1657)
- Ferdinand IV (1633-1654), koning van Bohemen (1646–1654), koning van Hongarije (1647–1654), koning van het Heilige Roomse Rijk (1653–1654)

Napels
- Ferdinand I (1423-1494), koning van Napels (1458–1494)
- Ferdinand II (1469-1496), koning van Napels (1495–1496)
- Ferdinand III = Ferdinand II van Aragon
- Ferdinand IV = Ferdinand I der Beide Siciliën

Oostenrijk
- Ferdinand Karel Jozef van Oostenrijk-Este (1781-1850), Oostenrijks veldmaarschalk en aartshertog van Oostenrijk-Este
- Ferdinand I (1793-1875), keizer van Oostenrijk en koning van Hongarije (Ferdinand V)
- Ferdinand II:
  - Ferdinand II van Oostenrijk (1529-1595), aartshertog van Oostenrijk en graaf van Tirol
  - Keizer Ferdinand II
- Keizer Ferdinand III
- Keizer Ferdinand IV

Portugal
- Ferdinand I (1345-1383), koning van Portugal
- Ferdinand II (1816-1885), koning van Portugal
- Ferdinand III = Ferdinand van Portugal (1402-1443), 'de Heilige', zalige

Toscane
- Ferdinand I = Ferdinando I de' Medici (1549-1609), groothertog van Toscane
- Ferdinand II = Ferdinando II de' Medici (1610-1670), groothertog van Toscane
- Ferdinand III (1769-1824), groothertog van Toscane
- Ferdinand IV (1835-1908), groothertog van Toscane

Overige landen
- Ferdinand van Beieren (1577-1650), keurvorst en bisschop van Keulen, bisschop van Luik, Munster, Paderborn en Hildesheim en vorst-abt van Stavelot

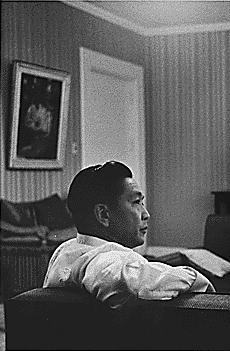
Ferdinand Marcos

- Ferdinand I van Bulgarije (1861-1948), Bulgaars koning
- Ferdinand I van Roemenië (1865-1927), Roemeens koning
- Ferdinand van Oostenrijk (1609-1641), landvoogd van de Zuidelijke Nederlanden
- Ferrand van Portugal (1188-1233), graaf-gemaal van Vlaanderen
- Frans Ferdinand van Oostenrijk-Este (1863-1914), kroonprins van Oostenrijk

### Overige personen
- Ferdinand Magellaan (1480-1521), Portugees ontdekkingsreiziger
- Ferdinand Bol (1616-1680), Nederlands schilder
- Ferdinand Verbiest (1623-1688), een Vlaams jezuïet
- Ferdinand Redtenbacher (1809-1863), Duits hoogleraar werktuigbouwkunde
- Ferdinand von Zeppelin (1838-1917), Duits uitvinder
- Ferdinand Domela Nieuwenhuis (1846-1919), Nederlands politicus
- Ferdinand Porsche (1875-1951), uitvinder van de hybride auto en ontwikkelaar van o.a. Porsche en Volkswagen auto's
- Ferdinand Bordewijk (1884-1965), Nederlands schrijver, die de auteursnaam F. Bordewijk gebruikte
- Ferd Hugas (1937-2025), Nederlands acteur, die zijn naam Ferdinand heeft ingekort tot 'Ferd'.
- Ferdinand Marcos (1917-1989), dictator van de Filipijnen